# Akizuki (lớp tàu khu trục) (1959)
Tàu khu trục lớp Akizuki (tiếng Nhật: あきづき型護衛艦) là một lớp tàu khu trục chống ngầm được phát triển bởi Mitsubishi Heavy Industries (MHI) cho Lực lượng Phòng vệ trên biển Nhật Bản (JMSDF) vào cuối năm 1950. Đây là lớp tàu thế hệ thứ 2 được đặt tên là Akizuki, thế hệ tàu Akizuki đầu tiên thuộc biên chế Hải quân Đế quốc Nhật Bản (IJN) hoạt động trong chiến tranh thế giới thứ hai. Akizuki vốn là tên của một thị trấn cổ thuộc tỉnh Fukuoka, miền nam Nhật Bản.

## Lịch sử phát triển

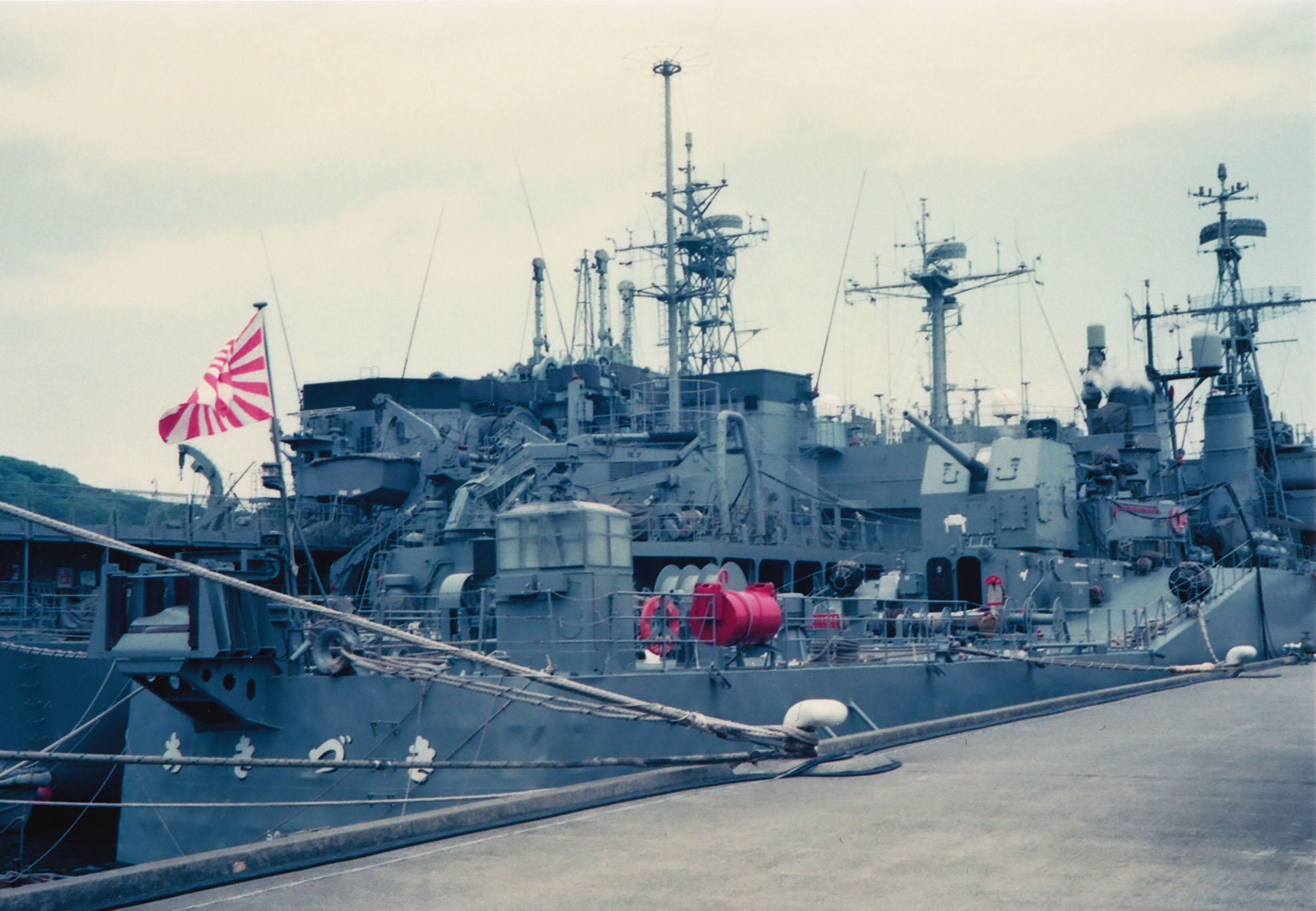
JS Akizuki (DD-161) nhìn từ phía sau

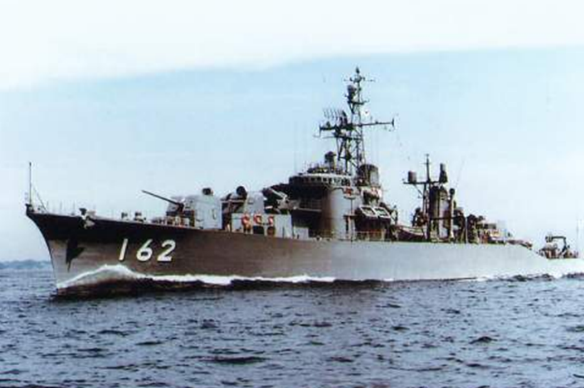
JS Teruzuki (DD-162)

Ban đầu, để tăng cường sức chiến đấu cho đội tàu chiến của JMSDF, Chính phủ Liên bang Mỹ dự định sẽ cho nghỉ hưu một số tàu khu trục lớp Fletcher của hải quân nước này, sau đó phía Mỹ sẽ tiến hành tân trang lại chúng, thay thế hệ thống điện tử, vũ khí và chuyển giao cho JMSDF. Tuy nhiên, kế hoạch này sau đó đã bị hủy bỏ. Ngày 29 tháng 3 năm 1957, một thỏa thuận hợp tác giữa Nhật và Mỹ đã thông qua, theo thỏa thuận phía Nhật sẽ tự tiến hành nghiên cứu, phát triển một phiên bản tàu khu trục của riêng nước này, toàn bộ kinh phí của dự án sẽ do chính phủ Liên bang Mỹ tài trợ.
Theo kế hoạch ban đầu, tổng giá trị của dự án là 18,68 triệu đô la (6.724,8 triệu yên). Cuối cùng, giá đóng mới của mỗi tàu là khoảng 3,4 tỷ yên. Chương trình đóng mới tàu khu trục lớp Akizuki được thực hiện bởi Nhà máy đóng tàu Kobe và Nhà máy đóng tàu Nagasaki của Mitsubishi Heavy Industries. Ngày 13 tháng 2 năm 1960, chiếc đầu tiên của lớp, JDS Akizuki (DD-161), đã được đưa vào hoạt động.
Giống như các lớp tàu trước đó, thiết kế cơ bản của lớp Akizuki được nghiên cứu, phát triển bởi các kỹ sư của cho Hiệp hội thiết kế tàu biển Nhật Bản (SSK) và có số hiệu công nghiệp là F-105. Đây cũng là lớp tàu cuối cùng của JMSDF do SSK thiết kế. Tàu khu trục lớp Akizuki được thiết kế dựa trên nền tảng tàu khu trục lớp Murasame và lớp Aynami. So những lớp được chế tạo cho JMSDF trước đó, tàu đã được thừa hưởng khả năng chống ngầm hiệu quả của lớp Ayanami, đồng thời dàn vũ khí phòng không cũng được tăng cường đáng kể cùng những vũ khí khác, làm gia tăng trọng lượng choán nước.
Phần thân của tàu được làm hoàn toàn bằng thép và có cấu trúc tương tự như tàu khu trục lớp Murasame. Cấu trúc kiểu sàn phẳng giúp tăng cường sức mạnh cấu trúc, cho dù nó khiến trở nên chật chội hơn do có ít chỗ bên dưới sàn tàu so với kiểu sàn tàu trước được nâng cao. Mũi tàu được thiết kế loe ra đáng kể nhằm tăng cường sự bảo vệ đối với thời tiết khắc nghiệt tại Thái Bình Dương, đồng thời thiết kế này cũng giúp cho tàu có thể cải thiện tính năng đi biển ở tốc độ cao bằng cách tăng độ nổi và giảm thiểu bụi nước trên sàn tàu. Cả hai ống khói đều được thiết kế nghiêng về phía sau để làm giảm bớt lượng khói có thể bay đến tháp chỉ huy của tàu. Để duy trì độ ổn định, ống khói phía sau được đặt lệch sang mạn phải của tàu còn ống khói phía trước được đặt lệch sang mạn trái. Cột buồm được lắp đặt giữa tháp chỉ huy và ống khói phía trước.
Không gian sinh hoạt của thủy thủ đoàn cũng được cải thiện do thân tàu được mở rộng. Phòng điều khiển trung tâm, phòng thuyền trưởng và phòng sĩ quan đều được lắp điều hòa và tách biệt với khu vực chiến đấu. Ngoài ra, trong hoàn cảnh Chiến tranh Lạnh, các biện pháp chống bụi phóng xạ như hệ thống tẩy rửa tự động để loại bỏ bụi phóng xạ cũng được trang bị thử nghiệm cho tàu. Một xuồng cứu sinh cũng được đặt ở mạn phải của tàu để phục vụ các hoạt động cứu hộ, cứu nạn trên biển.
Năm 1992-1993, cả 2 tàu lớp Akizuki đều lần lượt được loại biên.Vào năm 1986, chính phủ Nhật đã thông qua kế hoạch chuyển đổi 2 tàu khu trục lớp Akizuki cho Hải đội tàu huấn luyện, trước khi chuyển giao các tàu này sẽ được tháo dỡ toàn bộ hệ thống vũ khí và đổi phân lớp thành tàu huấn luyện (TV).
Tàu có chiều dài 118 mét, rộng 12 mét, mớn nước 4 mét, lượng giãn nước tiêu chuẩn 2.388 tấn, đầy tải 2.936 tấn với biên chế thủy thủ đoàn 330 binh sĩ. Nhiệm vụ chính của tàu là chống ngầm. Mặc dù gọi là tàu khu trục nhưng kích thước cũng như chức năng của Akizuki chỉ được thế giới xếp vào lớp tàu hộ vệ.

## Hệ thống điện tử
Là một lớp tàu chỉ huy hạm đội, Tàu Akizuki có hệ thống thông tin liên lạc rất phong phú. Bao gồm: máy thu thanh 6-8 đơn vị, đài phát thanh hai chiều 8-10 đơn vị, máy phát tín hiệu 20-25 đơn vị, máy mã hóa 3-4 đơn vị và các thiết bị liên lạc khác (hệ thống fax,...). Các thiết bị viễn thông được vận hành bởi hai phòng điện báo, 1 và 2.
Về cơ bản, hệ thống radar của tàu Akizuki tương tự như lớp Murasame, với radar tìm kiếm trên không tầm xa OPS-1 và radar định vị nhận dạng và theo dõi mục tiêu mặt nước OPS-5, tất cả đều được sản xuất trong nước theo giấy phép của Mỹ. OPS-1 sản xuất dựa trên AN/SPS-6 được trang bị cho tàu khu trục lớp Harukaze (28DD) và OPS-5 tương đương với radar AN/SPS-5.
Về chống ngầm, sonar AN/SQS-4 cũng lần đầu tiên được lắp đặt cho tàu. AN / SQS-4 hoạt động trên tần số 8 ~ 14 kHz, cho phép phát hiện mục tiêu ở khoảng cách 4.600 mét, tại Hoa Kỳ các khu trục hạm lớp Dealey đã được trang bị loại sonar này vào năm 1954. Ban đầu, cả hai tàu đều được trang bị AN/SQS-4, nhưng vào tháng 2 năm 1969 (Chiêu Hòa 44), JS Akizuki đã được lắp đặt loại SQS-29J (SQS-4 mod.1) hoạt động trên tần số 8 kHz , và JS Teruzuki cũng được thay thế bằng AN/SQS-32 (phiên bản cải tiến SQS-4 mod.4) tương thích với băng tần 14 kHz vào tháng 3 năm 1970. Anten của AN/SQS-29 được được gắn cố định trong quả cầu hình giọt nước ở mũi tàu, anten được tách rời khỏi các khoang trên tàu bằng bộ phận cách âm, giảm tối thiểu nhiễu thủy âm khi sonar hoạt động.
Ban đầu, JS Teruzuki được trang bị sonar AN/SQR-8, nhưng đã bị loại bỏ sau khi tàu trang bị AN/SQS-32. Từ năm 1968 đến năm 1969, sonar kiểu mảng kéo của JS Teruzuki là OQA-1A và JS Akizuki được trang bị OQA-1B, khi không triển khai hoạt động, hệ thống sonar OQA-1A/B được đặt trong một thùng nhỏ ở dưới boong tàu. Ngoài ra, tàu còn được lắp đặt hệ thống chiến tranh điện tử tích hợp ESM NOLR-1. Hệ thống NOLR-1 ESM được dùng để dò tìm tín hiệu vô tuyến phát từ radar tàu và tên lửa đối phương, đồng thời phát tín hiệu gây nhiễu gây khó khăn cho đối phương trong việc phát hiện và tấn công tàu.

## Hệ thống vũ khí
Đối với hệ thống vũ khí, tàu được trang bị ba pháo hạm Mk-39 cỡ nòng 127mm và hai pháo phòng không nòng đôi Type 57 76mm, giống với trang bị của lớp Murasame. Tàu còn có 2 bộ radar điều khiển hỏa lực Mk-57 dùng để dẫn bắn cho pháo Mk-39 127mm, và 1 radar điều khiển hỏa lực Mk-63 mod 14 cho pháo Type 57 76mm. Mk. 57 cũng là hệ thống điều khiển hỏa lực đầu tiên do Nhật tự sản xuất trong nước từ sau Chiến trang thế giới thứ hai.
Về vũ khí chống tàu ngầm, tàu được trang bị hệ thống rocket chống ngầm RUR-4 Weapon 324mm do Mỹ sản xuất. RUR-4 là hệ thống chống ngầm tối tân vào thời điểm đó, và là vũ khí chống ngầm tiêu chuẩn trong chương trình FRAM của Hoa Kỳ. Tàu còn được trang bị 2 bệ súng cối chống ngầm Mk-10 Hedgehog xoay được, 4 ống phóng ngư lôi 533mm Type-65 HO-401 (dùng cho ngư lôi Type-54), 2 bệ phóng ngư lôi tầm ngắn ba ống phóng Mk-2 (dùng cho ngư lôi Mk-32) cùng 2 ray thả mìn sâu Type -54 và 2 máy phóng mìn sâu Type-55. Ngoài ra, hệ thống điều khiển hỏa lực SFCS-1 dùng để dẫn bắn cho hệ thống vũ khí chống ngầm cũng được lắp đặt, SFCS-1 được Nhật sản xuất theo giấy phép loại Mk-105 của Mỹ.
Năm 1972, để tăng cường khả năng chống ngầm, các hệ thống vũ khí chống ngầm cũ được thay bằng một hệ thống phóng tên lửa chống ngầm 375 mm Type 71 (4 ống phóng) và 2 cụm phóng ngư lôi với 3 ống phóng 324mm Type 68 sử dụng ngư lôi Mk-46. Đồng thời, hệ thống điều khiển hỏa lực SFCS-1 cũng được thay thế bằng SFCS-1C-5 cho JS Teruzuki và SFCS-1C-6 cho JS Akizuki.

## Hệ thống động lực
Hệ thống động lực của tàu khu trục lớp Akizuki gồm 2 động cơ tuabin hơi nước 1 trục có công suất 25.500 mã lực. Ngoài ra, tàu còn được lắp đặt 2 máy phát điện diesel công suất 120 kW mỗi máy và 2 máy phát điện tuabin hơi nước công suất 440 kW mỗi máy. Hệ thống động lực này giúp tàu đạt tốc độ tối đa 32 hải lý (59 km/h), phạm vi hoạt động 7.800 hải lý (14.400 km) khi di chuyển ở tốc độ 18 hải lý.

## Danh sách

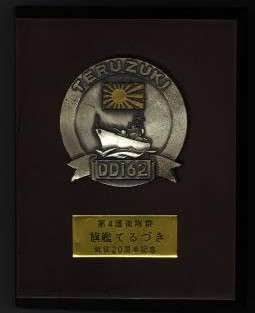
Biểu tượng của JS Teruzuki (DD-162).

| Số hiệu | Tên      | Nơi đóng                                                | Đặt lườn                                | Hạ thủy                            | Biên chế                           | Chuyển thành tàu huấn luyện (TV)   | Ngừng hoạt động                         |
| ------- | -------- | ------------------------------------------------------- | --------------------------------------- | ---------------------------------- | ---------------------------------- | ---------------------------------- | --------------------------------------- |
| DD-161  | Akizuki  | Nhà máy đóng tàu Nagasaki - Mitsubishi Heavy Industries | Ngày 31 tháng 7 năm 1958 (Chiêu Hòa 33) | 26 tháng 6 năm 1959 (Chiêu Hòa 34) | 13 tháng 2 năm 1960 (Chiêu Hòa 35) | 27 tháng 3 năm 1985 (Chiêu Hòa 60) | Ngày 7 tháng 12 năm 1993 (Bình Thành 5) |
| DD-162  | Teruzuki | Nhà máy đóng tàu Kobe - Mitsubishi Heavy Industries     | Ngày 15 tháng 8 năm 1958 (Chiêu Hòa 33) | 24 tháng 6 năm 1959 (Chiêu Hòa 34) | 29 tháng 2 năm 1960 (Chiêu Hòa 35) | 27 tháng 3 năm 1981 (Chiêu Hòa 56) | 27 tháng 9 năm 1993 (Bình Thành 5)      |

## Các mục liên quan
- Tư liệu liên quan tới Akizuki class destroyers (1959) tại Wikimedia Commons